# Jacek Sieradzan
Jacek Jan Sieradzan (ur. 29 sierpnia 1956 w Krakowie) – polski religioznawca, autor książek i licznych artykułów z zakresu komparatystyki religioznawczej, także autor recenzji, tłumacz, redaktor antologii i zbiorów artykułów, profesor nadzwyczajny Uniwersytetu w Białymstoku

## Życiorys
Ukończył studia magisterskie (filologia polska, UJ 1987), studiował też filologię indyjską i religioznawstwo w Uniwersytecie Jagiellońskim. Obronił pracę magisterską Próba analizy procesu samourzeczywistnienia w Fabula Rasa Edwarda Stachury. Opublikowana w zmienionej postaci jako Stachura a buddyzm. Ukończył studia doktoranckie z religioznawstwa w Uniwersytecie Jagiellońskim (2005).
Obronił pracę doktorską Szaleństwo w kontekście głównych religii świata na wybranych przykładach ekscentrycznych i szalonych zachowań specjalistów od sacrum, opublikowaną w skróconej postaci jako Szaleństwo w religiach świata.
Zajmował się tłumaczeniami z języka angielskiego, pracami korektorskimi i redaktorskimi. Od 2005 roku wykłada w Katedrze Religioznawstwa Instytutu Socjologii Uniwersytetu w Białymstoku. Organizuje też konferencje.
Opublikował pięć książek oraz kilkadziesiąt artykułów i recenzji, zredagował kilkanaście książek. Jest autorem książki Szaleństwo w religiach świata, uważanej za wybitne dzieło polskiego religioznawstwa.
11 grudnia 2011 r. odznaczony został Medalem „Niezłomnym w słowie”.

## Książki
- Szaleństwo w religiach świata: Szamanizm, religia starogrecka, judaizm, chrześcijaństwo, hinduizm, buddyzm, islam, Inter-esse, Wydawnictwo Wanda, Kraków 2005, ss. 815, ISBN 83-89448-16-5
- Jezus Magus: Pierwotne chrześcijaństwo w kręgu magii, Zakład Wydawniczy „Nomos”, Kraków 2005, ss. 272, ISBN 83-88508-88-1
- Od kultu do zbrodni: Ekscentryzm i szaleństwo w religiach XX wieku, Wydawnictwo KOS, Katowice 2006, ss. 471, ISBN 83-60528-05-5
- Sokrates magos: autsajderstwo, magia i charyzma w kontekście antropologii symbolicznej Victora Turnera, Warszawa, „Eneteia” Wydawnictwo Psychologii i Kultury, 2011, ISBN 978-83-61538-24-0
- Sokrates nieznany: studia o recepcji postaci Sokratesa, Warszawa, „Eneteia” Wydawnictwo Psychologii i Kultury, 2011, ISBN 978-83-61538-25-7